# Unió Democristiana–Partit Popular Txecoslovac
Unió Democristiana-Partit Popular Txecoslovac (txec Křesťanská a Demokratická Unie - Československá Strana Lidová, KDU–ČSL) és un partit polític de la República Txeca, també conegut com a lidovci. A les eleccions legislatives de 2010 va obtenir el 4,4% dels vots i quedà fora del parlament.

## Història
Cap a finals del segle xix els catòlics romans de Bohèmia i Moràvia van unir els seus moviments polítics dins l'Àustria-Hongria Cisleithània. El Partit Socialcristià es va fundar el setembre de 1894 a Litomyšl, i el Partit Nacional Catòlic de Moràvia es va crear el setembre de 1896 en Přerov.
Aquests dos partits catòlics foren reunificats a Praga el 1919 sota el nom de Československá strana lidová (ČSL), i Jan Šrámek va ser elegit president. En 1921, el ČSL va entrar en la coalició de govern de Txecoslovàquia, i també en les següents coalicions malgrat tot de canvis polítics.
Després que l'ocupació de Txecoslovàquia per l'Alemanya nazi, Šrámek va servir com a cap de govern txecoslovac a l'exili (en el Regne Unit). Després de 1945, el ČSL formava part del govern d'unitat nacional. Quan el Partit Comunista de Txecoslovàquia va prendre tot el poder el febrer de 1948, molts dirigents del ČSL van ser empresonats. El partit va perdre qualsevol influència real i va ser mantingut com titella de comunistes dins el Front Nacional. A canvi, se li va permetre de mantenir una certa presència al govern fins al 1989.
Després que la Revolució de Vellut de 1989, el ČSL intentà reprendre els compromisos i la política del passat. Això va incloure un canvi de nom en 1992 després que la fusió amb la Unió Democristiana (que era un corrent polític que intentava emular a la CDU alemanya, però sense la seva força política). Així, la KDU-ČSL formà part dels governs de Václav Klaus, cap del Partit Democràtic Cívic (ODS) fins que els seus ministres van abandonar el govern la tardor de 1997, cosa que va provocar la caiguda del govern; la KDU-ČSL també era representat en el govern provisional de Josef Ašovský abans de les eleccions prematures en 1998.
A les eleccions de 2002 la KDU–ČSL es presentà en coalició amb la Unió de la Llibertat–Unió Democràtica (EUA–DEU) que pretenia ser una alternativa a l'"acord d'oposició" del Partit Democràtic Cívic i al Partit Socialdemòcrata Txec (ČSSD). Però només va obtenir 22 escons i 9 el seu company de coalició, i tornaren a entrar en un govern de coalició amb el Partit Socialdemòcrata Txec.
En 2003 Miroslav Kalousek va ser elegit president del partit; a diferència del seu predecessor Cyril Svoboda representa l'ala dretana de KDU–ČSL partidària de cooperar amb l'ODS, la qual cosa era una font de tensió dins de la coalició. Després de la seva elecció va rebutjar entrar al govern després de la dimissió del primer ministre Vladimír Špidla, i finalment va demanar la dimissió del primer ministre Stanislav Gross el 19 de febrer de 2005 va demanar després d'un fort escàndol financer.
Després que les eleccions de 2006 provoquessin un resultat inesperat en repartiment d'escons, la KDU–ČSL va formar part del govern juntament amb l'ODS i el Partit Verd (SZ).

## Resultats electorals

### Eleccions de Txecoslovàquia

#### Eleccions legislatives
| Any  | Líder                   | Vots                    | Vots                    | Escons   | Escons | Escons | Govern        |
| Any  | Líder                   | #                       | %                       | #        | ±      | Pos.   | Govern        |
| ---- | ----------------------- | ----------------------- | ----------------------- | -------- | ------ | ------ | ------------- |
| 1920 | Col·lectiu              | 699,728                 | 11.3                    | 33 / 281 | 33     | 2n     | Oposició      |
| 1925 | Jan Šrámek              | 691,238                 | 9.7                     | 31 / 300 | 2      | 3r     | Coalició      |
| 1929 | Jan Šrámek              | 623,340                 | 8.4                     | 25 / 300 | 6      | 5è     | Coalició      |
| 1935 | Jan Šrámek              | 615,804                 | 7.5                     | 22 / 300 | 3      | 6è     | Coalició      |
| 1946 | Jan Šrámek              | 1,111,009               | 15.7                    | 46 / 300 | 24     | 3r     | Coalició      |
| 1948 | Dins del Front Nacional | Dins del Front Nacional | Dins del Front Nacional | 23 / 300 | 23     | 4t     | Bloc          |
| 1954 | Dins del Front Nacional | Dins del Front Nacional | Dins del Front Nacional | 20 / 368 | 3      | 3r     | Bloc          |
| 1960 | Dins del Front Nacional | Dins del Front Nacional | Dins del Front Nacional | 16 / 300 | 4      | 4t     | Bloc          |
| 1964 | Dins del Front Nacional | Dins del Front Nacional | Dins del Front Nacional | 20 / 300 | 4      | 4t     | Bloc          |
| 1971 | Dins del Front Nacional | Dins del Front Nacional | Dins del Front Nacional | 8 / 200  | 12     | 4t     | Bloc          |
| 1976 | Dins del Front Nacional | Dins del Front Nacional | Dins del Front Nacional | 11 / 200 | 3      | 4t     | Bloc          |
| 1981 | Dins del Front Nacional | Dins del Front Nacional | Dins del Front Nacional | 12 / 200 | 1      | 3r     | Bloc          |
| 1986 | Dins del Front Nacional | Dins del Front Nacional | Dins del Front Nacional | 11 / 200 | 1      | 4t     | Bloc          |
| 1990 | Josef Bartončík         | 629,359                 | 5.9                     | 9 / 150  | 2      | 5è     | Suport extern |
| 1992 | Josef Lux               | 388,122                 | 4.0                     | 7 / 150  | 2      | 7è     | Coalició      |

#### Eleccions Txèquia
| Any  | Líder                   | Vots                    | Vots                    | Escons   | Escons | Escons | Govern   |
| Any  | Líder                   | #                       | %                       | #        | ±      | Pos.   | Govern   |
| ---- | ----------------------- | ----------------------- | ----------------------- | -------- | ------ | ------ | -------- |
| 1968 | Dins del Front Nacional | Dins del Front Nacional | Dins del Front Nacional | 25 / 200 | 25     | 3r     | Bloc     |
| 1971 | Dins del Front Nacional | Dins del Front Nacional | Dins del Front Nacional | 15 / 200 | 10     | 2n     | Bloc     |
| 1976 | Dins del Front Nacional | Dins del Front Nacional | Dins del Front Nacional | 14 / 200 | 1      | 3r     | Bloc     |
| 1981 | Dins del Front Nacional | Dins del Front Nacional | Dins del Front Nacional | 14 / 200 | =      | 2n     | Bloc     |
| 1986 | Dins del Front Nacional | Dins del Front Nacional | Dins del Front Nacional | 14 / 200 | =      | 2n     | Bloc     |
| 1990 | Josef Bartončík         | 607,134                 | 8.42                    | 20 / 200 | 6      | 4t     | Coalició |
| 1992 | Josef Lux               | 406,341                 | 6.28                    | 15 / 200 | 5      | 5è     | Coalició |

#### Eleccions Eslovàquia
| Any  | Líder         | Vots   | Vots | Escons | Escons | Escons | Govern |
| Any  | Líder         | #      | %    | #      | ±      | Pos.   | Govern |
| ---- | ------------- | ------ | ---- | ------ | ------ | ------ | ------ |
| 1928 | Martin Mičura | 43,689 | 3.31 | 2 / 54 | 2      | 8è     | –      |
| 1935 | Martin Mičura | –      | 3.0  | 1 / 54 | 1      | 8è     | –      |

### Eleccions Txèquia

#### Eleccions legislatives
| Any  | Líder                                            | Vots      | Vots  | Escons   | Escons | Escons | Govern            |
| Any  | Líder                                            | #         | %     | #        | ±      | Pos.   | Govern            |
| ---- | ------------------------------------------------ | --------- | ----- | -------- | ------ | ------ | ----------------- |
| 1996 | Josef Lux                                        | 489,349   | 8.08  | 18 / 200 | 3      | 4t     | Coalició          |
| 1998 | Josef Lux                                        | 537,013   | 8.99  | 20 / 200 | 2      | 4t     | Oposició          |
| 2002 | Cyril Svoboda                                    | 680,670   | 14.27 | 22 / 200 | 11     | 4t     | Coalició          |
| 2002 | Dins de 4K, que va obtenir 31 escons en total    |           |       |          |        |        |                   |
| 2006 | Miroslav Kalousek                                | 386,706   | 7.23  | 13 / 200 | 18     | 4t     | Coalició          |
| 2010 | Cyril Svoboda                                    | 229,717   | 4.39  | 0 / 200  | 13     | 6è     | Extraparlamentari |
| 2013 | Pavel Bělobrádek                                 | 336.970   | 6.78  | 14 / 200 | 14     | 7è     | Coalició          |
| 2017 | Pavel Bělobrádek                                 | 293,643   | 5.80  | 10 / 200 | 4      | 7è     | Oposició          |
| 2021 | Marian Jurečka                                   | 1,493,701 | 27.79 | 23 / 200 | 13     | 2n     | Coalició          |
| 2021 | Dins de Junts, que va obtenir 71 escons en total |           |       |          |        |        |                   |

#### Eleccions al Senat
| Any     | 1a volta | 1a volta | 1a volta | 2a volta | 2a volta | 2a volta | Escons  |
| Any     | Vots     | %        | Pos.*    | Vots     | %        | Pos.*    | Escons  |
| ------- | -------- | -------- | -------- | -------- | -------- | -------- | ------- |
| 1996**  | 274,316  | 9.9      | 4t       | 247,819  | 10.7     | 3r       | 13 / 81 |
| 1998*** | 255,785  | 26.6     | 2n       | 166,483  | 31.0     | 2n       | 5 / 27  |
| 2000    | 121,355  | 14.1     | 4t       | 137,515  | 24.4     | 2n       | 8 / 27  |
| 2002    | 58,858   | 8.8      | 4t       | 47,049   | 5.7      | 4t       | 1 / 27  |
| 2004    | 97,956   | 13.5     | 3r       | 54,501   | 11.4     | 3r       | 3 / 27  |
| 2006    | 125,388  | 11.8     | 4t       | 59,603   | 10.4     | 3r       | 4 / 27  |
| 2008    | 82,870   | 7.9      | -        | 42,225   | 5.13     | -        | 0 / 27  |
| 2010    | 87,182   | 7.6      | 4t       | 42,990   | 6.32     | 4t       | 2 / 27  |
| 2012    | 61,006   | 6.94     | 4t       | 14,995   | 2.92     | 4t       | 1 / 27  |
| 2014    | 84,328   | 8.21     | 5è       | 77,103   | 16.27    | 2n       | 4 / 27  |
| 2016    | 74,709   | 8.48     | 5è       | 78,448   | 18.50    | 2n       | 6 / 27  |
| 2018    | 99,383   | 9.12     | 4t       | 34,833   | 8.33     | 5è       | 2 / 27  |
| 2020    | 82,814   | 8.30     | 4t       | 65,397   | 14.47    | 3r       | 3 / 27  |
| 2022    | 120,972  | 10.87    | 3r       | 74,696   | 15.57    | 3r       | 7 / 27  |
| 2024    | 46,518   | 5.86     | 4t       | 15,635   | 4.00     | 5è       | 2 / 27  |

* Segons el nombre de vots obtinguts.

** Només un terç del Senat va ser elegit en totes les eleccions posteriors..

***Dins de 4K

#### Eleccions Presidencials Indirectes
| Any  | Candidat | Candidat                 | 1a volta | 1a volta    | 1a volta | 2a volta | 2a volta    | 2a volta | 3a volta | 3a volta    | 3a volta |
| Any  | Candidat | Candidat                 | Vots     | %           | Resultat | Vots     | %           | Resultat | Vots     | %           | Resultat |
| ---- | -------- | ------------------------ | -------- | ----------- | -------- | -------- | ----------- | -------- | -------- | ----------- | -------- |
| 1993 |          | Václav Havel             | 109      | 63,37 / 100 | Victòria | —        | —           | —        | —        | —           | —        |
| 1998 |          | Václav Havel             | 130      | 70,65 / 100 | 2a volta | 146      | 52,3 / 100  | Victòria | —        | —           | —        |
| 2003 |          | (Petr Pithart) Jan Sokol | 128      | 46,55 / 100 | 2a volta | 129      | 48,13 / 100 | 3a volta | 124      | 46,6 / 100  | Derrota  |
| 2008 |          | Václav Klaus             | 141      | 50,9 / 100  | 2a volta | 141      | 52,81 / 100 | 3a volta | 141      | 55,95 / 100 | Victòria |

#### Eleccions Presidencials Directes
| Any  | Candidat | Candidat        | 1a volta  | 1a volta    | 1a volta | 2a volta                     | 2a volta                     | 2a volta                     |
| Any  | Candidat | Candidat        | Vots      | %           | Resultat | Vots                         | %                            | Resultat                     |
| ---- | -------- | --------------- | --------- | ----------- | -------- | ---------------------------- | ---------------------------- | ---------------------------- |
| 2013 |          | Zuzana Roithová | 255,045   | 4,95 / 100  | 6è       | Suport a Karel Schwarzenberg | Suport a Karel Schwarzenberg | Suport a Karel Schwarzenberg |
| 2018 |          | Jiří Drahoš     | 1,369,601 | 26,6 / 100  | 2a volta | 2,701,206                    | 48,63 / 100                  | Derrota                      |
| 2023 |          | Petr Pavel      | 1,975,056 | 35,4 / 100  | 2a volta | 3,358,926                    | 58,33 / 100                  | Victòria                     |
| 2023 |          | Danuše Nerudová | 777,080   | 13,93 / 100 | Derrota  | Suport a Petr Pavel          | Suport a Petr Pavel          | Suport a Petr Pavel          |
| 2023 |          | Pavel Fischer   | 376,705   | 6,75 / 100  | Derrota  | Suport a Petr Pavel          | Suport a Petr Pavel          | Suport a Petr Pavel          |

1. ↑  Junts va donar suport a 3 candidats independents.

#### Eleccions europees
| Any  | Líder           | Vots    | %          | Escons | +/– | Grup   |
| ---- | --------------- | ------- | ---------- | ------ | --- | ------ |
| 2004 | Zuzana Roithová | 223,383 | 9.57 (#4)  | 2 / 24 | Nou | EPP-ED |
| 2009 | Zuzana Roithová | 180,451 | 7.64 (#4)  | 2 / 22 | =   | EPP    |
| 2014 | Pavel Svoboda   | 150,792 | 9.95 (#5)  | 3 / 22 | 1   | EPP    |
| 2019 | Pavel Svoboda   | 171,723 | 7.24 (#6)  | 2 / 21 | 1   | EPP    |
| 2024 | Alexandr Vondra | 661,250 | 22.27 (#2) | 1 / 21 | 1   | EPP    |

1. ↑  Dins de Junts, que va obtenir 6 eurodiputats en total.

#### Eleccions locals
| Any  | Vots      | %     | Escons |
| ---- | --------- | ----- | ------ |
| 1990 | 8,845,562 | 11,5  | 8,083  |
| 1994 | 9,260,542 | 7.23  | 7,616  |
| 1998 | 7,206,346 | 11.18 | 7,119  |
| 2002 | 7,728,402 | 9.58  | 6,013  |
| 2006 | 6,263,980 | 5.76  | 5,049  |
| 2010 | 4,938,960 | 5.47  | 3,738  |
| 2014 | 4,865,956 | 4.91  | 3,792  |
| 2018 | 5,599,336 | 5.02  | 3,633  |
| 2022 |           |       | 3,252  |

#### Eleccions regionals
| Any  | Vots    | %     | Escons   | +/- | Pos. |
| ---- | ------- | ----- | -------- | --- | ---- |
| 2000 | 537,012 | 22.86 | 72 / 675 | Nou | 2n   |
| 2004 | 226,016 | 10.67 | 84 / 675 | 12  | 4t   |
| 2008 | 193,911 | 6.65  | 56 / 675 | 28  | 4t   |
| 2012 | 261,724 | 9.87  | 61 / 675 | 5   | 4t   |
| 2016 | 159,610 | 6.30  | 61 / 675 | =   | 5è   |
| 2020 | 252,598 | 9.12  | 53 / 675 | 8   | 5è   |
| 2024 | 371.321 | 15.59 | 49 / 675 | 4   | 4t   |

1. ↑  Dins de Junts.